# Okręg wyborczy województwo radomskie do Senatu Rzeczypospolitej Polskiej
Okręg wyborczy województwo radomskie do Senatu Rzeczypospolitej Polskiej obejmował w latach 1989–2001 obszar województwa radomskiego. Wybierano w nim 2 senatorów, przy czym w latach 1989–1991 obowiązywała zasada większości bezwzględnej, zaś w latach 1991–2001 większości względnej.
Powstał w 1989 wraz z przywróceniem instytucji Senatu. Zniesiony został w 2001, na jego obszarze utworzono nowe okręgi nr 10, 16 i 32.
Siedzibą okręgowej komisji wyborczej był Radom.

## Reprezentanci okręgu
| Rok  | Senator komitet wyborczy                      | Senator komitet wyborczy                                        | Senator komitet wyborczy                        | Senator komitet wyborczy                        |
| ---- | --------------------------------------------- | --------------------------------------------------------------- | ----------------------------------------------- | ----------------------------------------------- |
| 1989 |                                               | Stefan Bembiński                                                |                                                 | Jan Lipski                                      |
| 1991 |                                               | Jerzy Kępa Niezależny Samorządny Związek Zawodowy „Solidarność” |                                                 | Eugeniusz Dziekan Wyborcza Akcja Katolicka      |
| 1993 |                                               | Rajmund Szwonder Sojusz Lewicy Demokratycznej                   |                                                 | Zdzisław Kieszkowski Polskie Stronnictwo Ludowe |
| 1997 | Zbigniew Gołąbek Sojusz Lewicy Demokratycznej |                                                                 | Zdzisław Maszkiewicz Akcja Wyborcza Solidarność |                                                 |
| 2001 | okręg zniesiony, patrz okręgi nr 10, 16 i 32  | okręg zniesiony, patrz okręgi nr 10, 16 i 32                    | okręg zniesiony, patrz okręgi nr 10, 16 i 32    | okręg zniesiony, patrz okręgi nr 10, 16 i 32    |

## Wyniki wyborów
Symbolem „●” oznaczono senatorów ubiegających się o reelekcję.

### Wybory parlamentarne 1989
| Kandydat | I tura  | I tura | II tura | II tura |
| Kandydat | Głosów  | %      | Głosów  | %       |
| --- | ------- | ------ | ------- | ------- |
| Stefan Bembiński                                                                                                | 148 969 | 61,57  | —       | —       |
| Jan Lipski | 115 330 | 47,67  | 115 475 | 67,65   |
| Jan Pająk | 52 027  | 21,50  | 46 399  | 27,18   |
| Kazimierz Grabek                                                                                                | 31 548  | 13,04  | —       | —       |
| Jan Misiak | 18 230  | 7,54   | —       | —       |
| Alfons Czartoszewski                                                                                            | 13 321  | 5,51   | —       | —       |
| Henryk Bąk | 10 400  | 4,30   | —       | —       |
| Jan Sońta | 10 394  | 4,30   | —       | —       |
| Józef Kuropieska                                                                                                | 8498    | 3,51   | —       | —       |
| Wojciech Szafrański                                                                                             | 7529    | 3,11   | —       | —       |
| Grażyna Nagadowska                                                                                              | 6388    | 2,64   | —       | —       |
| Wacław Redestowicz                                                                                              | 5032    | 2,08   | —       | —       |
| Bogumił Ferensztajn                                                                                             | 4393    | 1,82   | —       | —       |
| Stanisław Janowski                                                                                              | 4367    | 1,81   | —       | —       |
| Krzysztof Fabis                                                                                                 | 3724    | 1,54   | —       | —       |
| Krzysztof Kosakowski                                                                                            | 2539    | 1,05   | —       | —       |
| Liczba głosów ważnych: 241 937 (I tura) • 170 694 (II tura) Źródło: Państwowa Komisja Wyborcza I tura i II tura |         |        |         |         |

### Wybory parlamentarne 1991
| Kandydat                                              | Kandydat                | Komitet wyborczy                                     | Głosów |
| ----------------------------------------------------- | ----------------------- | ---------------------------------------------------- | ------ |
|                                                       | Jerzy Kępa              | Niezależny Samorządny Związek Zawodowy „Solidarność” | 46 381 |
|                                                       | Eugeniusz Dziekan       | Wyborcza Akcja Katolicka                             | 46 148 |
|                                                       | Piotr Kozakiewicz       | Niezależny Samorządny Związek Zawodowy „Solidarność” | 44 118 |
|                                                       | Ireneusz Fijałkowski    | Konfederacja Polski Niepodległej                     | 38 717 |
|                                                       | Danuta Grabowska        | Sojusz Lewicy Demokratycznej                         | 37 276 |
|                                                       | Stanisław Banaszkiewicz | „Bóg, Honor, Ojczyzna”                               | 34 325 |
|                                                       | Witold Król             | Unia Demokratyczna                                   | 28 704 |
|                                                       | Andrzej Domeradzki      | Radomska Lista Ludowo-Samorządowa                    | 27 946 |
|                                                       | Zenon Grzegorczyk       | Unia Demokratyczna                                   | 27 461 |
|                                                       | Wiesław Górlicki        | Stronnictwo Demokratyczne                            | 15 274 |
| Frekwencja: 38,05% Źródło: Państwowa Komisja Wyborcza |                         |                                                      |        |

### Wybory parlamentarne 1993
| Kandydat                                              | Kandydat               | Komitet wyborczy                                     | Głosów |
| ----------------------------------------------------- | ---------------------- | ---------------------------------------------------- | ------ |
|                                                       | Rajmund Szwonder       | Sojusz Lewicy Demokratycznej                         | 76 804 |
|                                                       | Zdzisław Kieszkowski   | Polskie Stronnictwo Ludowe                           | 65 923 |
|                                                       | Jan Rejczak            | Niezależny KW                                        | 38 322 |
|                                                       | Stanisław Górski       | Niezależny Samorządny Związek Zawodowy „Solidarność” | 35 492 |
|                                                       | Witold Rak             | Polskie Stronnictwo Ludowe – Porozumienie Ludowe     | 33 672 |
|                                                       | Ireneusz Fijałkowski   | Konfederacja Polski Niepodległej                     | 26 094 |
|                                                       | Zbigniew Fabiański     | Bezpartyjny Blok Wspierania Reform                   | 19 097 |
|                                                       | Wojciech Gęsiak        | Bezpartyjny Blok Wspierania Reform                   | 18 934 |
|                                                       | Henryk Hebda           | Unia Pracy                                           | 18 728 |
|                                                       | Eugeniusz Dziekan●     | Zjednoczenie Chrześcijańsko-Narodowe                 | 18 586 |
|                                                       | Tadeusz Pyrcioch       | Unia Polityki Realnej                                | 16 771 |
|                                                       | Jerzy Kępa●            | Koalicja dla Rzeczypospolitej                        | 15 727 |
|                                                       | Kazimierz Jezuita      | Unia Demokratyczna                                   | 15 362 |
|                                                       | Zofia Ratuszyńska      | Stronnictwo Demokratyczne                            | 14 521 |
|                                                       | Jadwiga Berak          | Niezależny KW „Inicjatywa Obywatelska”               | 13 208 |
|                                                       | Mieczysław Kupiszewski | „Zjednoczenie Polskie”                               | 6413   |
|                                                       | Leszek Lombarski       | KW Leszka Lombarskiego                               | 6339   |
| Frekwencja: 49,44% Źródło: Państwowa Komisja Wyborcza |                        |                                                      |        |

### Wybory parlamentarne 1997
| Kandydat                                              | Kandydat              | Komitet wyborczy              | Głosów |
| ----------------------------------------------------- | --------------------- | ----------------------------- | ------ |
|                                                       | Zdzisław Maszkiewicz  | Akcja Wyborcza Solidarność    | 83 626 |
|                                                       | Zbigniew Gołąbek      | Sojusz Lewicy Demokratycznej  | 56 005 |
|                                                       | Rajmund Szwonder●     | Sojusz Lewicy Demokratycznej  | 46 811 |
|                                                       | Zbigniew Kuźmiuk      | Polskie Stronnictwo Ludowe    | 43 855 |
|                                                       | Stanisław Gebhardt    | Ruch Odbudowy Polski          | 43 232 |
|                                                       | Zdzisław Kieszkowski● | Polskie Stronnictwo Ludowe    | 34 748 |
|                                                       | Zygmunt Kędzierski    | Unia Wolności                 | 32 123 |
|                                                       | Dariusz Bąk           | KW Konwentu św. Kazimierza    | 30 922 |
|                                                       | Jolanta Korpetta-Zych | Unia Prawicy Rzeczypospolitej | 21 274 |
|                                                       | Augustyn Godycki      | KW Godyckiego                 | 14 040 |
|                                                       | Wawrzyniec Pietruszka | KW „Niezależni”               | 10 129 |
| Frekwencja: 43,53% Źródło: Państwowa Komisja Wyborcza |                       |                               |        |